# 鱼河镇
鱼河镇，是中华人民共和国陕西省榆林市榆阳区下辖的一个乡镇级行政单位。

## 行政区划
鱼河镇下辖以下地区：
鱼河村、郑家沟村、王新庄村、南沙村、新立村、新建村、梁渠村、李家沟村、高家坬村、新庄科村、王庄村、许家崖村、房家沟村、王沙坬村、寺伙沟村、米家园则村和清兴庄村。